# Vère (dopływ Aveyron)
Vère – rzeka we Francji, przepływająca przez tereny departamentów Tarn i Garonna i Tarn. Ma długość 53,2 km. Stanowi lewy dopływ rzeki Aveyron.

## Geografia
Vère swoje źródła w gminie Taïx pomiędzy miastami Carmaux i Albi. Rzeka generalnie płynie w kierunku zachodnim, jednak w gminie Puycelsi zmienia bieg na północno-zachodni i północny. Uchodzi do rzeki Aveyron w Bruniquel.
Vère płynie na terenie dwóch departamentów, w tym na obszarze 15 gmin:
- Tarn: Cagnac-les-Mines, Mailhoc, Villeneuve-sur-Vère, Noailles, Cestayrols, Cahuzac-sur-Vère, Larroque, Puycelsi, Taïx, Le Garric, Castelnau-de-Montmiral, Sainte-Cécile-du-Cayrou, Le Verdier i Vieux
- Tarn i Garonna: Bruniquel

## Hydrologia
Uśredniony roczny przepływ rzeki Vère wynosi 2,05 m³/s. Pomiary były przeprowadzone na przestrzeni ostatnich 47 lat w miejscowości Bruniquel (La Gauterie). Największy przepływ notowany jest w lutym (4,78 m³/s), a najmniejszy w sierpniu – 0,226 m³/s.

## Dopływy
Vère ma nazwanych 36 dopływów. Są to:
| - Ruisseau d’en Agues - Fossé de Lieur - Ruisseau de la Mouline - Ruisseau de l’Escourou - Fossé du Mazet - Ruisseau de Foun de Sargnac - Ruisseau de la Rauze - Ruisseau de Bonnefon - Ruisseau de Massalens - Ruisseau de Saint-Hussou - Ruisseau de la Sesquiére - Ruisseau de Marines | - Ruisseau de Vervère - Ruisseau d’Escandérou - Ruisseau de Candèze - Ruisseau de Bauzens - Ruisseau du Rô Oriental - Ruisseau de Belayrol - Ruisseau de Rieutort - Ruisseau de Saint-André - Ruisseau de la Vernière - Ruisseau de Gandailhobe - Ruisseau de Rieunègre - Ruisseau de Rieupeissou | - Ruisseau de Combe Escure - Ruisseau de Sivens - Ruisseau du Pradel - Ruisseau de Colombier - Ruisseau de Rô - Ruisseau de Ségui - Ruisseau de Rieubois - Ruisseau de Garnabach - Audoulou - Ruisseau de la Salle (O5740750) - Ruisseau de Beudes (O5740780) - Ruisseau de Merdarié (O5740810) |